# From the Mars Hotel
From the Mars Hotel es el séptimo álbum de estudio de la banda de rock Grateful Dead. Se grabó principalmente en abril de 1974 y se lanzó originalmente el 27 de junio de 1974. Fue el segundo álbum de la banda en su propio sello Grateful Dead Records. From the Mars Hotel llegó menos de un año después de su álbum anterior, Wake of the Flood, y fue el último antes de la pausa indefinida de la banda de las giras en vivo, que comenzó en octubre de 1974.

## Grabación
The Grateful Dead volvió al estudio a finales de marzo de 1974, habiendo preparado otra tanda de canciones. La mayoría fueron compuestas nuevamente por el guitarrista principal Jerry García y el letrista Robert Hunter y contó con la voz principal de García. Sin embargo, "Pride of Cucamonga" y "Unbroken Chain" fueron escritas y cantadas por el bajista Phil Lesh con la ayuda del poeta Bobby Petersen. Esta fue la única vez que cantaría dos canciones en un álbum de estudio del grupo, y serían su último trabajo como vocalista principal para la banda hasta 1985. El guitarrista rítmico Bob Weir contribuyó con "Money Money" con el socio escritor John Perry Barlow.
La banda eligió regresar a Coast Recorders en Folsom Street en San Francisco, donde habían grabado "The Golden Road (To Unlimited Devotion)" como sencillo para su primer álbum, en 1967. Desde entonces, el estudio había sido comprado por CBS Studios y renovar. Ellos mismos produjeron el álbum con el ingeniero Roy Segal. Según Segal, a García le gustó la sala porque tenía un sonido más "en vivo" que Record Plant, donde la banda había grabado su álbum anterior. García había tocado en CBS Studios a principios de año con Art Garfunkel durante las sesiones de Angel Clare.
Muchas de las canciones de García-Hunter se tocaron en vivo durante un año o más. "US Blues" había comenzado como "Wave That Flag" en febrero de 1973 antes de ser retirada y reescrita en gran medida; sin embargo, "Scarlet Begonias" se presentó solo el mes anterior a la grabación. "Money Money" de Weir se arregló en el estudio. Se grabó una versión separada de "China Doll" (también presentada en febrero de 1973) para el álbum anterior Wake of the Flood, pero no se usó. Lesh había grabado versiones demo de sus dos canciones durante las sesiones de ese álbum. Aunque García había tocado pedal steel para la banda, John McFee (de Clover) fue invitado en el instrumento para "Pride of Cucamonga". El compositor electrónico Ned Lagin (que se sentaba con frecuencia durante las presentaciones en vivo del grupo entre 1970 y 1975) tocó el sintetizador en "Unbroken Chain".
Como antes, la banda se sintió sofocada por los confines del estudio. Al comentar más tarde sobre las sesiones, el baterista Bill Kreutzmann dijo: "El estudio se sintió artificial. No podía ofrecer la libertad de tocar algo en vivo, ni la satisfacción".
Mientras grababan el álbum, Grateful Dead estaba probando un sistema de sonido de gira masivo. sistema llamado "El Muro del Sonido" (The Wall of Sound). Se lanzó una prueba contemporánea del sistema de sonido como Dick's Picks Volume 24.

## Lanzamiento
La portada del álbum fue creada por Kelley/Mouse, quien previamente había creado ilustraciones para los álbumes American Beauty, Grateful Dead y Europe '72 de la banda. El frente representa un edificio real de San Francisco, yuxtapuesto en un paisaje extraterrestre. El Mars Hotel real era una pensión abandonada, en 192 Fourth Street, que había sido la residencia temporal de Jack Kerouac y anteriormente se utilizó como ubicación en el video promocional de David Bowie para "The Jean Genie". Fue demolido durante la remodelación de Yerba Buena, cuyas imágenes se ven en The Grateful Dead Movie, y ahora es el sitio de la Sala de Exposiciones Moscone West. Al competir con los canales de distribución existentes, los álbumes del sello Grateful Dead se convirtieron en objeto de falsificación. En respuesta, y para ayudar a los consumidores a reconocer las ediciones oficiales de mayor calidad, se grabó en relieve la palabra "auténtico" en una columna vertical en el margen izquierdo de la portada.
El título provisional del álbum fue "Ugly Roomers" ("habitantes feos"). Kreutzmann dijo que era "una excavación autocrítica hacia nosotros mismos, pero lo cambiamos a "rumores" ("rumours") por respeto a los huéspedes del hotel". "Rumores feos" ("Ugly Rumours") se mantuvo en el texto azteca estilizado en la portada, como escritura especular.
La contraportada muestra a la banda como los "habitantes feos", disfrazados de personajes de dibujos animados descansando en una habitación en el espacio exterior, viendo la televisión. Lesh usa un nemes faraónico, García un casco espacial y Kreutzmann una gálea. Weir es un payaso espacial marcado con una "Z". El teclista Keith Godchaux lleva un halo de relámpagos y la corista Donna Godchaux, que acaba de convertirse en madre, se representa como una madonna. La imagen fue creada a partir de una fotografía grupal tomada en el salón de un hotel en el distrito de Tenderloin.
Se lanzó una versión editada de "US Blues" como sencillo (con "Loose Lucy" como lado B).

## Lista de canciones
Todas fueron escritas por Jerry García y Robert Hunter excepto donde se indica.

### Lado Uno
1. "U.S. Blues" – 4:42
2. "China Doll" – 4:10
3. "Unbroken Chain" (Phil Lesh y Robert Peterson) – 6:46
4. "Loose Lucy" – 3:22

### Lado Dos
1. "Scarlet Begonias" – 4:19
2. "Pride of Cucamonga" (Lesh y Peterson) – 4:17
3. "Money Money" (John Perry Barlow y Bob Weir) – 4:23
4. "Ship of Fools" – 5:27

## Personal
- Jerry García – voz, guitarra
- Donna Jean Godchaux – voz, coros
- Keith Godchaux – teclados, voz
- Bill Kreutzmann – batería
- Phil Lesh – bajo, voz
- Bob Weir – guitarra, voz

## Posicionamiento
Billboard
| Año  | Lista      | Posición |
| ---- | ---------- | -------- |
| 1974 | Pop Albums | 16       |